# Bamboo Airways
«Bamboo Airways» (вьет. Công ty àng không Tre Việt) — интернациональный лоукостер из Вьетнама. Получил разрешение на осуществление деятельности в 2017 году. Это вторая частная авиакомпания, созданная во Вьетнаме (после VietJet Air). Штаб квартира компании находится в Куинён (аэропорт Фукат).
Bamboo Airways принадлежит компании FLC Group.

## Флот авиакомпании
По плану, на первом этапе флот авиакомпании должны составлять самолеты, взятые в лизинг, в дальнейшем – купленные у концерна Airbus. Группа FLC подписала меморандум по поводу покупки 24 самолетов A321neo. Документ был подписан в Париже Чинь Ван Куетом, руководителем группы FLC, и Эриком Шульцем, коммерческим директором Airbus, во время официального визита Нгуен Фу Чонга, генерального секретаря центрального комитета Коммунистической партии Вьетнама во Францию.
Группа FLC подписала меморандум по поводу покупки 20 самолетов Boeing 787 Dreamliner.
На апрель 2019 года флот авиакомпании состоит из 8 самолётов семейства Airbus A320: A319 — 1, A320 — 5, A321 — 2.

## Маршрутная сеть авиакомпании
Bamboo Airways планировала обслуживать в основном те внутренние направления, где FLC интенсивно инвестирует в туристическую инфраструктуру. Планировалось начать свою деятельность 1 октября 2018.  Первый регулярный рейс, однако, был совершён только 16 января 2019 года.
На апрель 2019 Bamboo Airlines совершает рейсы в следующие аэропорты Вьетнама:
- Таншоннят (Хошимин)
- Нойбай (Ханой)
- Куинён
- Донгхой
- Дананг
- Буонметхуот
- Фукуок
- Вандон (Халонг)
- Винь
- Льенкхыонг (Далат)

Кроме того, компания выполняет чартерные рейсы в Корею, Японию, Тайвань, Макао и Австралию.